# Рак, Вадим Дмитриевич
Вади́м Дми́триевич Рак (5 октября 1931, Ленинград — 12 октября 2019, Санкт-Петербург) — советский и российский литературовед. Доктор филологических наук (1990).

## Биография
Окончил английское отделение филологического факультета ЛГУ (1955) и аспирантуру по кафедре зарубежных литератур (1958). В 1958—1961 работал в ГПБ. В 1961—1964 служил в Советской армии (переводчик). В 1964—1987 преподавал в Ленинградском институте советской торговли. В 1967 защитил кандидатскую диссертацию («Сатирико-нравоучительные журналы Аддисона и Стила и литературная полемика их времени»).
С 1988 — сотрудник ИРЛИ (главный научный сотрудник Отдела пушкиноведения, затем заведующий Группой Достоевского). В 1990 защитил докторскую диссертацию («Русские литературные сборники и периодические издания второй половины XVIII века»).

## Научная деятельность
Основные темы научных интересов: история русской и английской литературы XVIII века, взаимосвязи русской и зарубежных литератур, творчество А. С. Пушкина и Ф. М. Достоевского. Ряд статей посвящён уточнениям библиографических описаний в «Сводном каталоге русской книги гражданской печати XVIII века, 1725—1800» — атрибуции анонимных переводных изданий. Статьи публиковались в изданиях Пушкинского Дома «XVIII век», «Достоевский. Материалы и исследования» и др. В. Д. Рак как член редколлегии и автор комментариев принимал участие в издании академических полных собраний сочинений Пушкина и Достоевского.

### Научные труды
- Русские литературные сборники и периодические издания второй половины XVIII века: Иностранные источники, состав, техника компиляции. — СПб.: Академический проект, 1998. — 335 с. — ISBN 5-7331-0125-3.
- Пушкин, Достоевский и другие: (Вопросы текстологии, материалы к комментариям): Сборник статей. — СПб.: Академический проект, 2003. — 522, [3] c. — ISBN 5-7331-0252-7.
- Статьи о литературе XVIII века. — СПб.: Пушкинский Дом, 2008. — 637, [1] с. — ISBN 978-5-91476-015-8.

- Библиографические заметки о переводных книгах XVIII века // Труды Государственной библиотеки СССР им. В. И. Ленина. — М., 1969. — Т. 11. — С. 145—156.
- Переводные анонимные произведения в «Городской и деревенской библиотеке» // XVIII век. — Л., 1976. — Сб. 11. — С. 1259—130.
- «Присовокупление второе» в «Письмовнике» Н. Г. Курганова // XVIII век. — Л., 1977. — Сб. 12. — С. 199—224.
- Переводчик В. А. Приклонский: (материалы к истории тверского «культурного гнезда» в 1770—1780-е годы) // XVIII век. — Л., 1981. — Сб. 13. — С. 244—261.
- Был ли Фонвизин автором рукописного «Недоросля» // XVIII век. — Л., 1983. — Сб. 14. — С. 261—291.
- Русские переводы из «Опыта нравоучительных повестей» Пфейля // Взаимосвязи русской и зарубежных литератур. — Л., 1983. — С. 73—99.
- «Адская почта» и её французский источник // XVIII век. — Л., 1986. — Сб. 15. — С. 169—197.
- Гипотезы об издателе журнала «Смесь» // XVIII век. — Л., 1989. — Сб. 16. — С. 76—103.
- Петер Хольстен, библиотекарь британской фактории, и цикл «Краткие исторические известия» в тобольском журнале // XVIII век. — СПб., 1991. — Сб. 17. — С. 88—122.
- Переводы в журнале «Чтение для вкуса, разума и чувствования» // XVIII век. — СПб., 1993. — Сб. 18. — С. 230—261.
- Библиографические заметки // XVIII век. — СПб., 1995. — Сб. 19. — С. 187—222.
- Библиографические заметки // XVIII век. — СПб., 1996. — Сб. 20. — С. 169—203.
- Ф. А. Эмин и Вольтер // XVIII век. — СПб., 1999. — Сб. 21. — С. 151—161.
- Материалы к изучению сборника И. В. Новикова «Похождение Ивана гостиного сына, и другие повести и сказки» // XVIII век . — СПб., 2002. — Сб. 22. — С. 122—154.
- О кризисе академического пушкиноведения и подметках великих пушкинистов // Нева. — 2003. — № 1. — С. 198—209.
- Итальянские впечатления Феридата: (Об одном источнике романа Ф. А. Эмина «Непостоянная фортуна, или Похождение Мирамонда») // XVIII век. — СПб., 2004. — Сб. 23. — С. 80—103.
- Курганов и Чулков: (Текстологический казус) // XVIII век. — СПб., 2006. — Сб. 24. — С. 144—152.